# Baldwin (famiglia)

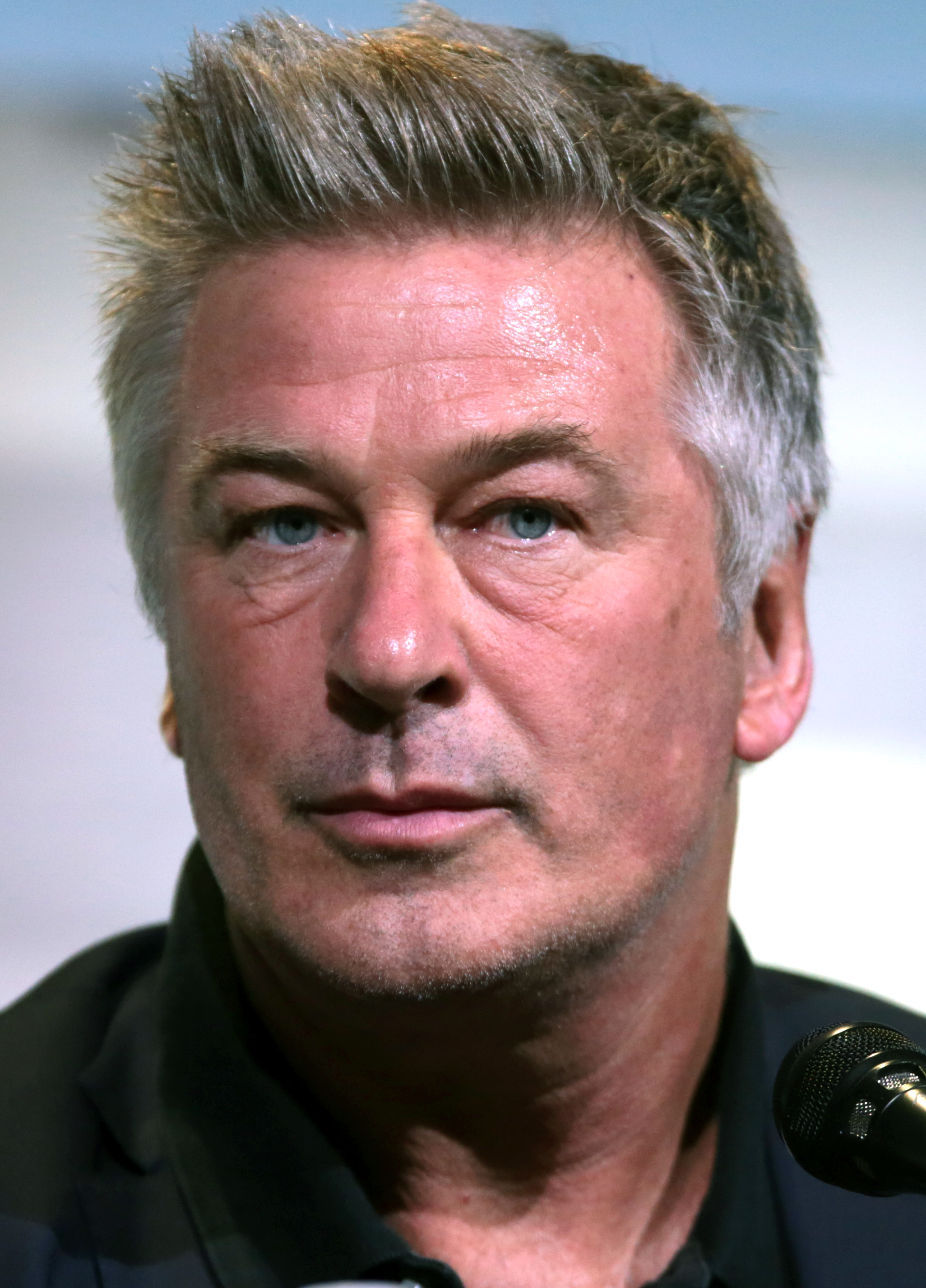
Alec Baldwin

I Baldwin sono una nota famiglia di attori e musicisti statunitensi di origini irlandesi, discendenti dai cugini di primo grado Alexander e John Arthur Baldwin, i capostipiti. Dalla loro progenie sono nati molti attori famosi, tra cui il più conosciuto è sicuramente il primogenito di Alexander, Alec Baldwin.
Alexander Rae Baldwin Jr, a sua volta figlio del professore Alexander Rae Baldwin (1897-1969), e fratello di Joseph Sylvester Baldwin (1929-2007) e di Charles Edward Baldwin (1932-2011). Nel 1956 sposò l'attrice Carol Newcomb, dalla quale ebbe quattro figli maschi: Alec, Daniel, William e Stephen; tutti loro intrapresero la carriera di attori..

## I componenti
- Alexander Rae Baldwin Jr. (1927-1983) è stato un filosofo e docente universitario statunitense, uno dei due capostipiti della famiglia Baldwin
- Carol Newcomb (1929-) è un'attrice statunitense moglie di Alexander Baldwin
- John Arthur Baldwin (1925-1995) è stato un attore statunitense, uno dei due capostipiti della famiglia Baldwin
- Alec Baldwin (1958-) è un attore statunitense figlio di Alexander Baldwin e Carol Newcomb
- Daniel Baldwin (1960-) è un attore statunitense figlio di Alexander Baldwin e Carol Newcomb
- William Baldwin (1963-) è un attore statunitense figlio di Alexander Baldwin e Carol Newcomb
- Stephen Baldwin (1966-) è un attore statunitense figlio di Alexander Baldwin e Carol Newcomb
- Bert Baldwin (1959-2021) è stato un musicista statunitense figlio di John Arthur Baldwin
- Joseph Baldwin (1970-) è un attore statunitense figlio di John Arthur Baldwin
- Alaia Baldwin (1993-) è un'attrice e modella statunitense figlia di Stephen Baldwin
- Ireland Baldwin (1995-) è un'attrice e modella statunitense figlia di Alec Baldwin e Kim Basinger
- Atticus Baldwin (1996-) è un attore e regista statunitense figlio di Daniel Baldwin
- Hailey Baldwin (1996-) è una modella e attrice statunitense, figlia di Stephen Baldwin
- Jameson Baldwin (2000-) è un'attrice statunitense, figlia di William Baldwin e Chynna Phillips

## Film in cui hanno recitato assieme
I tre fratelli Stephen, Daniel e William Baldwin hanno recitato insieme nel film Nato il quattro luglio del 1989.